# Kim Myers
Kimberly S. Myers, znana jako Kim Myers oraz Kim Meyers (ur. 15 lutego 1966 roku w Los Angeles w stanie Kalifornia) − amerykańska aktorka filmowa i telewizyjna. Żona producenta i scenarzysty filmowego Erica Smalla.
Najbardziej znana z ról w filmach: Koszmar z ulicy Wiązów II: Zemsta Freddy’ego (1985), Hellraiser IV: Dziedzictwo krwi (1996) i List od zabójcy (1998).